# Herb własny
Herb własny – w heraldyce polskiej określenie herbu przysługującego tylko jednej rodzinie.
Ponieważ w Polsce istniały rody herbowe, dlatego herby pojedynczych rodzin przyjęto nazywać herbem własnym. Określenie takie (ale nie nazwa!) jest właściwa jako określenie kolokwialne. W literaturze genealogicznej, herbarzach (Boniecki, Uruski i innych) używane jako swoisty dodatek zaznaczający, że dana rodzina nie jest członkiem rodu herbowego.
Herbami własnymi posługiwały się rodziny wywodzące się z bojarstwa ruskiego, litewskiego, szlachty niemieckiej (zwłaszcza Śląsk, Prusy i Inflanty) oraz Tatarów. W 1413 r. podczas zawarcia unii w Horodle dokonano adopcji herbowej 47 rodów litewskich do polskich rodów heraldycznych. Większość szlachty Wielkiego Księstwa Litewskiego posługiwała się jednak herbami własnymi (np. Waga Pociejów, Korybut Wiśniowieckich), z czasem herby te w literaturze uzyskały swoje własne nazwy, na ogół związane z ich kształtem. 
Dodawanie nazwiska jako nazwy herbu jest błędem. Również błędnie na zasadzie podobieństwa graficznego utożsamiano herb obcego pochodzenia z herbem polskim, traktując go ewentualnie jako odmianę herbu polskiego. 
Herby rodzin pochodzenia obcego, indygenowanych w Polsce, niekiedy również rodzin nobilitowanych, w tym mieszczan posiadających własne znaki herbowe (herby mieszczańskie), to także herby własne, gdyż w przeciwieństwie do herbów szlacheckich często nie posiadały swoich nazw i były używane przez jedną rodzinę.
Herbami własnymi są herby powstałe wraz z nadaniem tytułu arystokratycznego. Błędem jest określanie tych herbów jako hrabiowskiej odmiany herbu X lub własnej odmiany herbu X.

## Przykłady
- Radziwiłł – Radziwiłłów
- Kaniewski – Kaniewskich

## Literatura
- Sławomir Górzyński, Nobilitacje w Galicji w latach 1772–1918, Wydawnictwo DiG, 1997, ISBN 83-85490-88-4.
- Sławomir Górzyński, Arystokracja polska w Galicji. Studium heraldyczno-genealogiczne, Wydawnictwo DiG, 2009, ISBN 978-83-7181-597-3.
- Unia lubelska 1569. Pieczęcie herby, Wydawnictwo DiG, 2019, ISBN 978-83-286-0063-8. Sławomir Górzyński; Aneksy: Hubert Wajs, Rafał Jankowski, Jolanta Król-Próba